# Győrzámoly
Győrzámoly ist eine ungarische Gemeinde im Kreis Győr im Komitat Győr-Moson-Sopron. Zur Gemeinde gehören Patkányos und Sólinkadűlő.

## Geografische Lage
Győrzámoly liegt sieben Kilometer nordwestlich des Komitatssitzes und der Kreisstadt Győr am linken Ufer des Flusses Mosoni-Duna. Durch den Ort verläuft der Kanal Zámolyi-csatorna. Im Nordwesten grenzt Győrladamér unmittelbar an die Gemeinde. Weitere Nachbargemeinden sind Vámoszabadi, Győrújfalu und am gegenüberliegenden Flussufer Kunsziget und Abda.

## Geschichte
Die erste schriftliche Erwähnung der Siedlung stammt aus dem Jahr 1271. Győrzámoly wurde in der Vergangenheit mehrfach von Überschwemmungen als auch von Bränden heimgesucht. 1869 brannte ein Teil des Ortes ab, wurde aber bald wieder aufgebaut. Im Jahr 1913 gab es in der damaligen Kleingemeinde 183 Häuser und 1338 Einwohner auf einer Fläche von 5394 Katastraljochen. Sie gehörte zu dieser Zeit zum Bezirk Tószigetcsilizköz im Komitat Győr. Das letzte große Hochwasser gab es im Jahr 1954, bei dem viele alte Baudenkmäler stark geschädigt wurden.

## Gemeindepartnerschaften
- Sâncrai (Harghita), Rumänien, seit 1990

## Sehenswürdigkeiten
- Kruzifix
- Nepomuki-Szent-János-Statue
- Pumpmaschinenhaus (bei Patkányos-puszta)
- Römisch-katholische Kirche Szent László, erbaut 1779
- Römisch-katholische Kapelle Szent Mária
- Szent-Flórián-Statue
- Weltkriegsdenkmäler

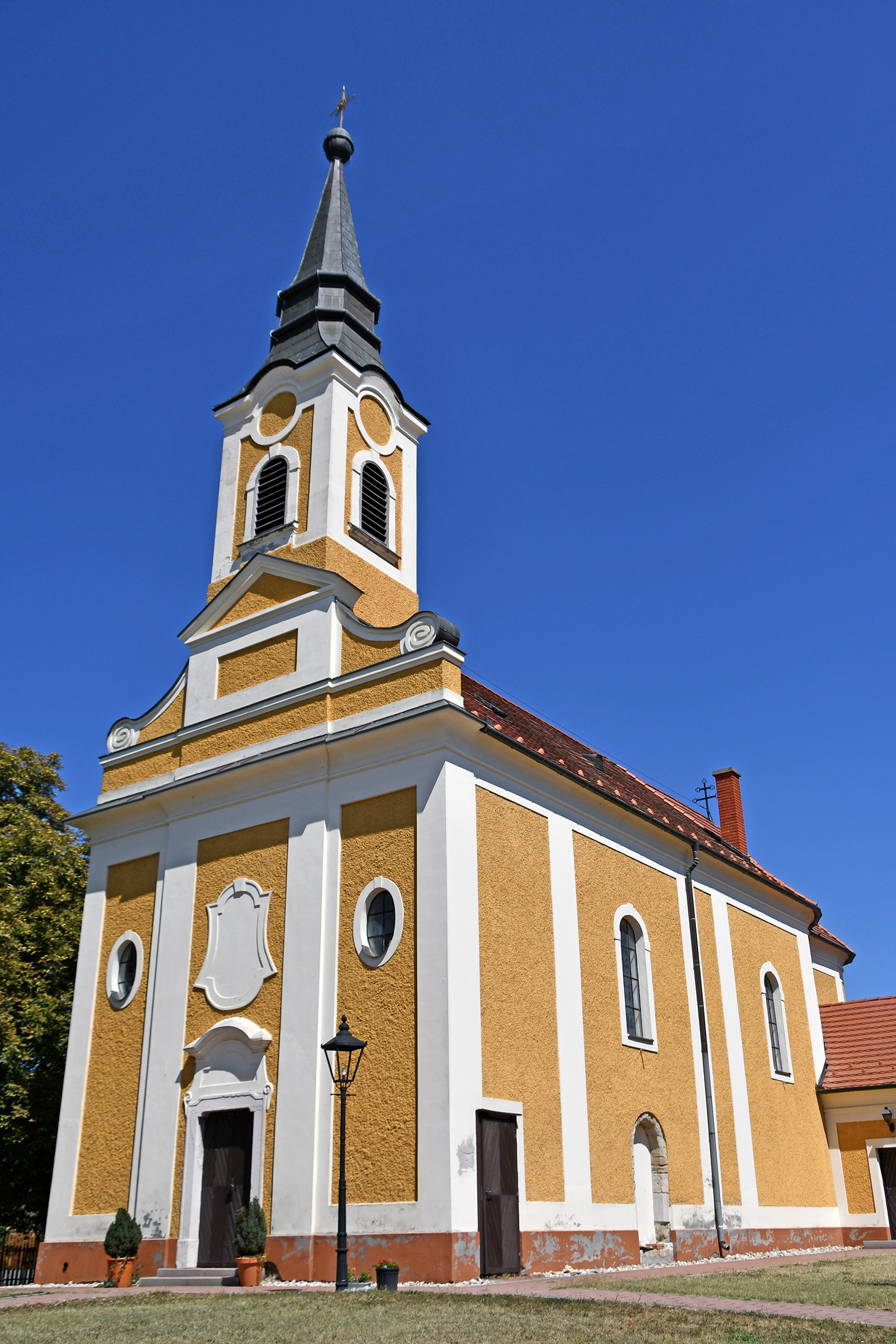
Römisch-katholische Kirche Szent László
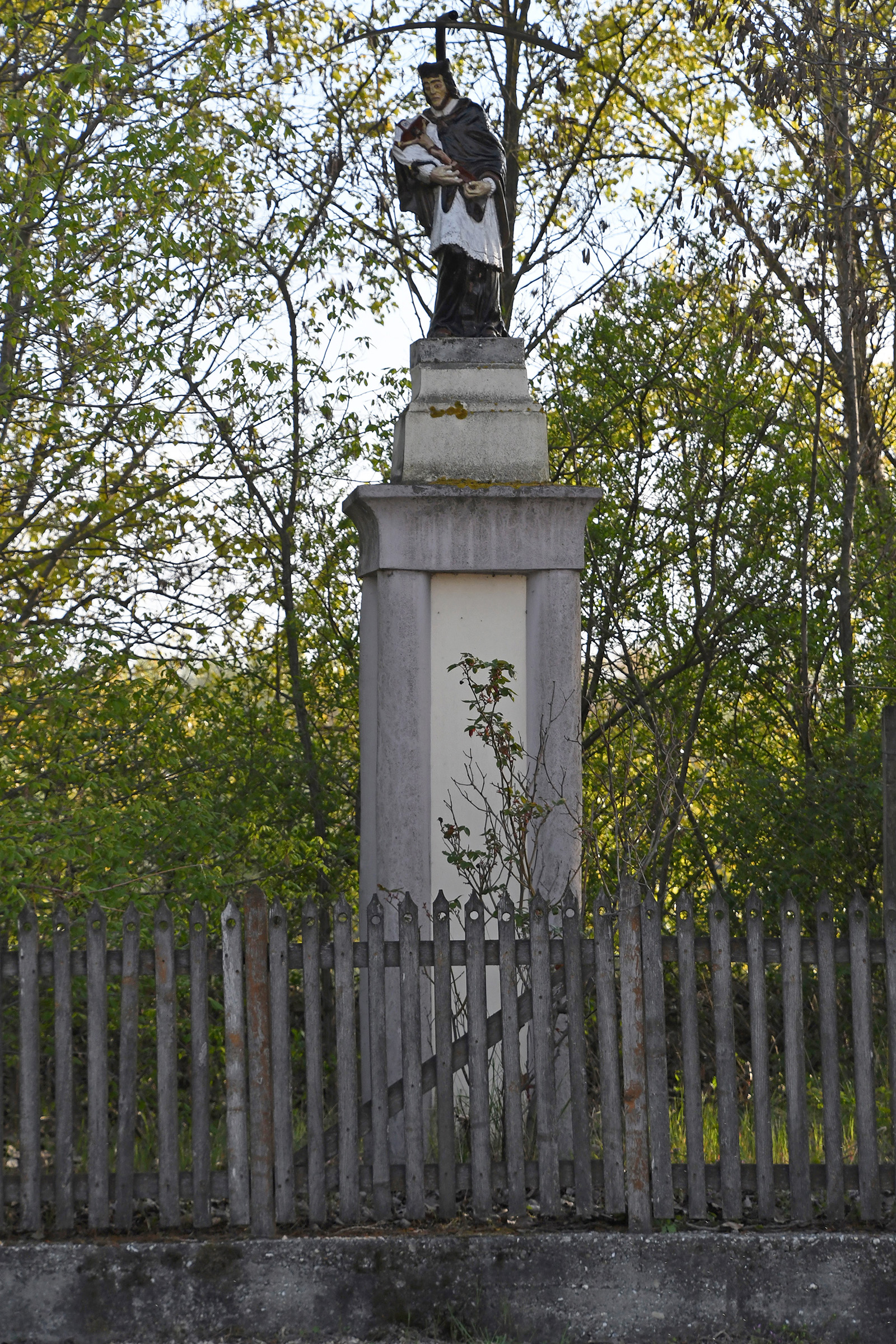
Nepomuki-Szent-János-Statue
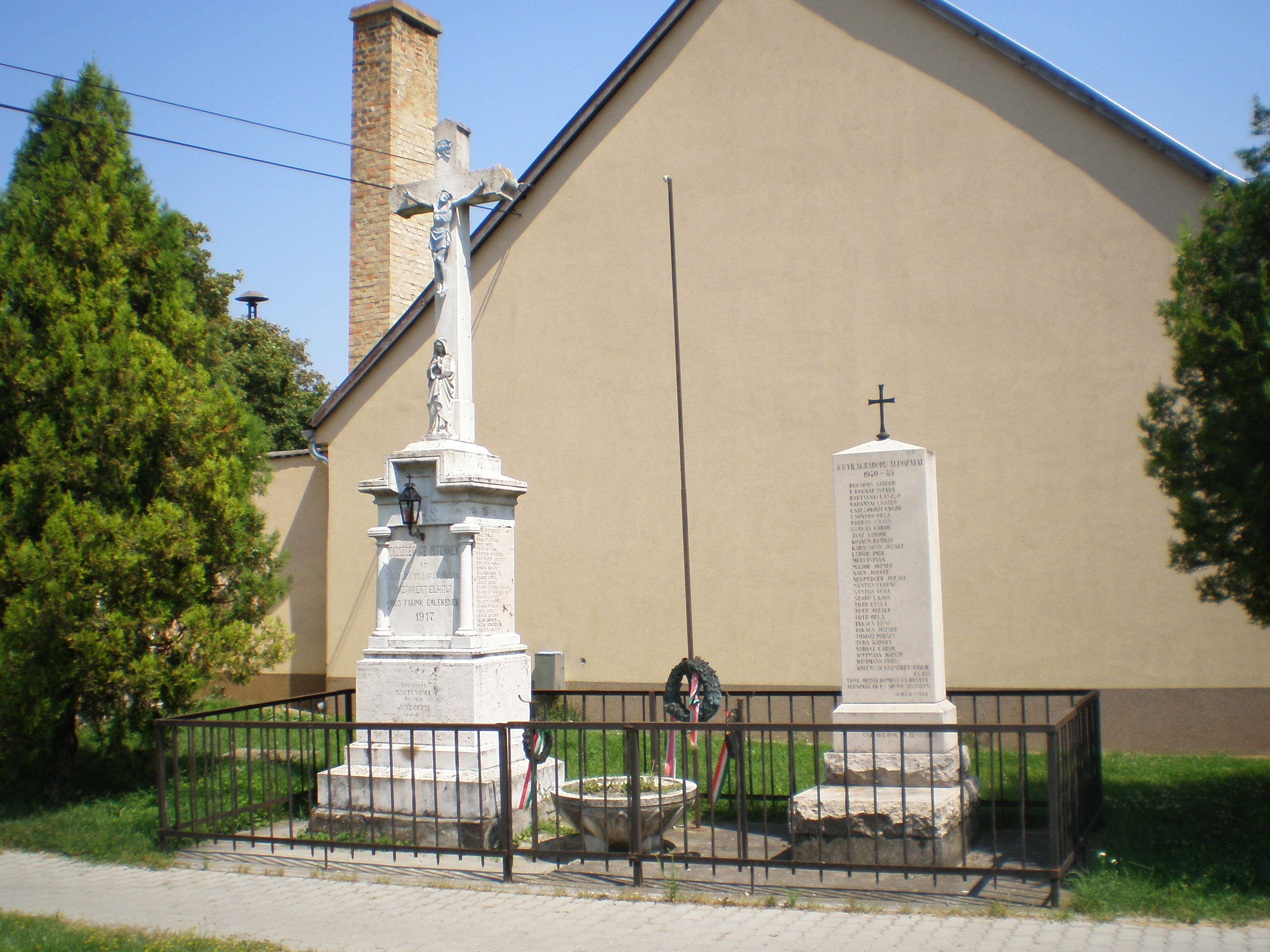
Weltkriegsdenkmäler
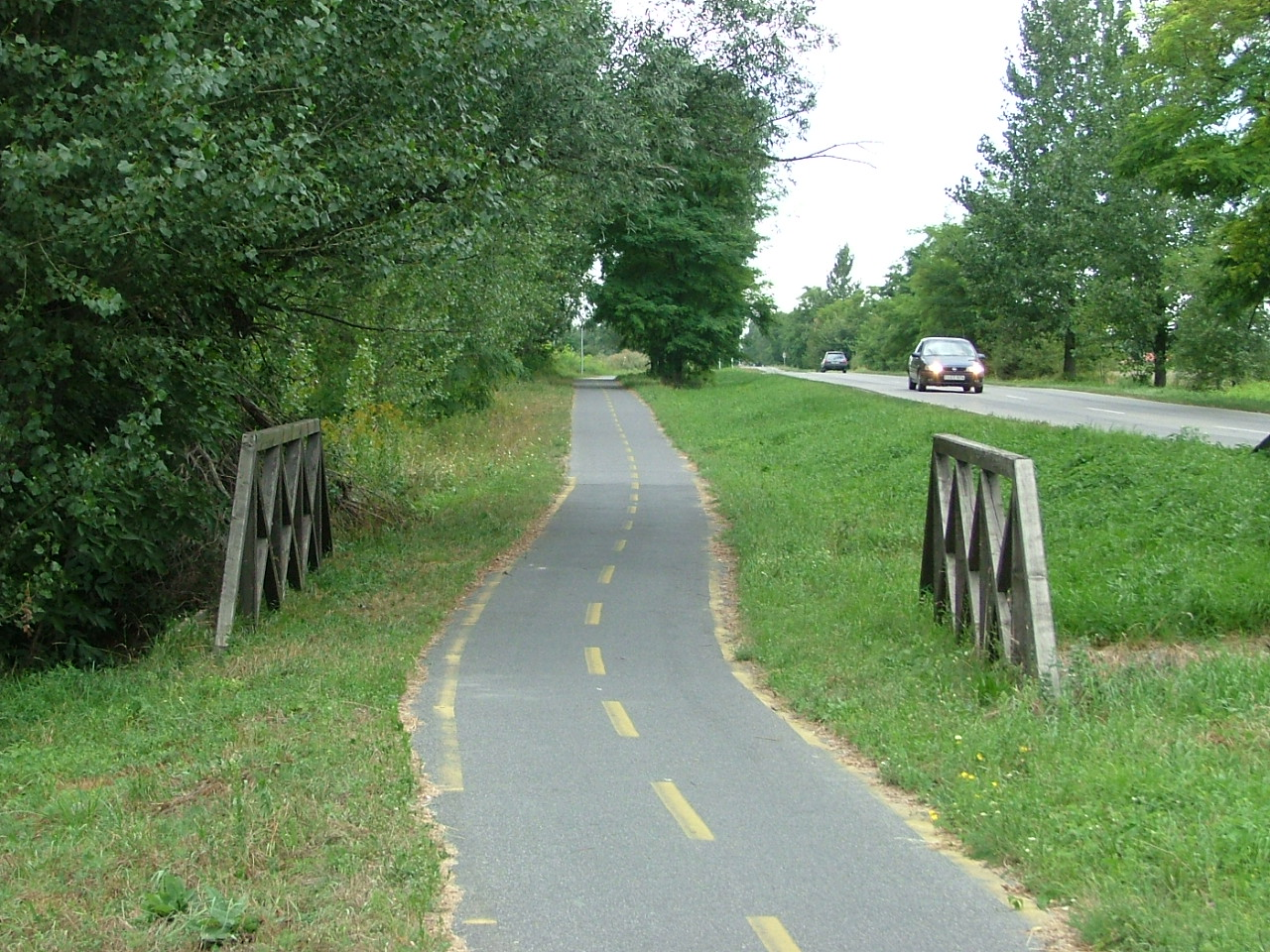
EuroVelo 6 bei Győrzámoly

## Persönlichkeiten
- Imre Kozma (1940–2024), römisch-katholischer Geistlicher

## Verkehr
Durch Győrzámoly verläuft die Landstraße Nr. 1401. Es bestehen Busverbindungen über Győrújfalu nach Győr sowie über Győrladamér, Dunaszeg, Ásványráró, Hédervár, Darnózseli und Halászi nach Mosonmagyaróvár. Der nächstgelegene Bahnhof befindet sich in Győr. Durch die Gemeinde führt die Fahrradroute EuroVelo 6.